# My Big Night
My Big Night (spanischer Originaltitel Mi Gran Noche, auf Deutsch: „Meine Große Nacht“) ist eine spanische Filmkomödie aus dem Jahr 2015. Regisseur ist Álex de la Iglesia.

## Handlung
In einem großen Fernsehstudio vor den Toren Madrids wird vier Monate vor dem Jahreswechsel eine große Silvestershow aufgenommen. Abwechselnd werden Gesang- und Tanzeinlagen, die Moderation sowie begeisterte Reaktionen des Publikums choreographiert und gefilmt. Ein Statist kommt durch einen Unfall zu Tode, und der arbeitslose Schauspieler José wird von seinem Agenten als Ersatz schnellstmöglich zum Drehort bestellt. Der Zugang zum Fernsehstudio gestaltet sich schwierig, da Hunderte Angestellte des Fernsehsenders zuvor entlassen wurden und sich rund um das Studio wütende Straßenschlachten mit der Polizei liefern. Einmal ins Studio gelangt, kann José und auch sonst niemand mehr hinaus. José tritt seine Statistenstelle als Publikumsgast an, und es bietet sich ihm ein surreales Bild: Die Aufnahmen laufen bereits seit Wochen, und die über Hundert anderen Gäste harren schon ebenso lange im Studio aus und müssen immer wieder auf Kommando klatschen und jubeln. In der Folge entfalten sich mehrere Handlungsstränge, die sich auf Grund der räumlichen Enge des Studios immer wieder kreuzen.
José lernt seine Tischnachbarn kennen, unter anderem die attraktive Paloma, mit der er sich in den Drehpausen unverhofft näher kommt. Im Hintergrund hat der skrupellose Produzent Benítez mit den Eifersüchteleien seiner beiden Stars zu kämpfen, des alternden Schnulzensängers Alphonso und des Teenie-Idols Adanne, die beide den attraktiven Auftrittsplatz unmittelbar vor dem Mitternachtsgong für sich beanspruchen. Alphonso und Adannes Agent schrecken dabei vor nichts zurück, um ihr Ziel zu erreichen. Parallel dazu wird Raphaels Leben durch seinen Agenten und Sohn Yuri bedroht, der den Auftragskiller Óscar engagiert hat, um seinen verhassten Vater zu töten; der psychisch gestörte Óscar ist allerdings ein großer Fan von Alphonsos Liedern. Die Karriere des promiskuitiven Adanne wiederum wird durch ein weibliches Groupie bedroht, das in Adannes Garderobe durch Oralverkehr an seinen Samen gelangte und diesen nun in einem Fläschchen aufbewahrt. Adannes Agent macht sich auf die Jagd nach diesem Fläschchen, um die Karriere seines Chefs zu retten. In Nebenhandlungssträngen bekriegen sich die beiden Moderatoren der Show, und die Aufnahmeleiterin erfährt während der Dreharbeiten, dass auch sie gefeuert werden soll, und setzt sich dagegen zur Wehr. Am Ende münden alle Handlungsstränge in ein Happy End für fast alle Beteiligten.

## Entstehungsgeschichte
Das Budget für den Film betrug ca. 4.000.000 Euro. Die Darstellerin der Cristina, Carolina Bang, ist die Ehefrau von de la Iglesia. Die Premiere des Films fand am 11. September 2015 im Rahmen des Toronto International Film Festival 2015 statt, die Kinopremiere folgte am 23. Oktober 2015 in Spanien. In Deutschland hatte der Film als Originalfassung mit englischen Untertiteln Premiere beim Fantasy Filmfest 2016. Weitere Festivalaufführungen erfolgten beim Festival Internacional de Cine de San Sebastián und beim Miami International Film Festival.

## Kritik
Aus 16 aggregierten Wertungen erzielt My Big Night auf Rotten Tomatoes einen Wert von 88 %. J.R. Jones fasst den Film für den Chicago Reader in der Formel „eine Hälfte Glamour, eine Hälfte Chaos“ zusammen und bezeichnet ihn als „extravagant“ und „wilde Farce“. Andy Webster befand für die New York Times, dass de la Iglesia geschickt mit den ganzen Handlungssträngen jongliere, und zog Parallelen zum Werk von Pedro Almodóvar. Ben Kenigsberg lobte im Branchenblatt Variety, der Film sei eine „gelungene, groteske Farce“, die sich langsam aufbaue und am Ende übersprudele. Filmeditor Domingo Gonzalez sei dafür verantwortlich, dass My Big Night trotz der verwirrenden Handlungsstränge eine klare Linie und ein hohes Tempo bewahre. Er kritisierte einige klischeehafte Darstellungen. In den Liner Notes zum Fantasy Filmfest 2016 wurde My Big Night als „schwärzeste Backstage-Satire aller Zeiten“ bezeichnet; der Film vermische „Eine Prise Almodovar, ein Hauch Fellini und maximal zynische Branchenkritik“. Rezensionen hoben fast einhellig hervor, dass der spanische Sänger Raphael in der Rolle des Alphonso sich selbst persifliere. 
Bei den Feroz Awards gewann My Big Night bei vier Nominierungen einen Preis in der Kategorie „Bester Nebendarsteller“. Für den Goya wurde der Film in vier Kategorien nominiert, gewann aber in keiner.